# Micranthes virginiensis
Micranthes virginiensis är en stenbräckeväxtart som först beskrevs av André Michaux, och fick sitt nu gällande namn av John Kunkel Small. Micranthes virginiensis ingår i släktet rosettbräckor, och familjen stenbräckeväxter. Utöver nominatformen finns också underarten M. v. subintegra.

## Bildgalleri

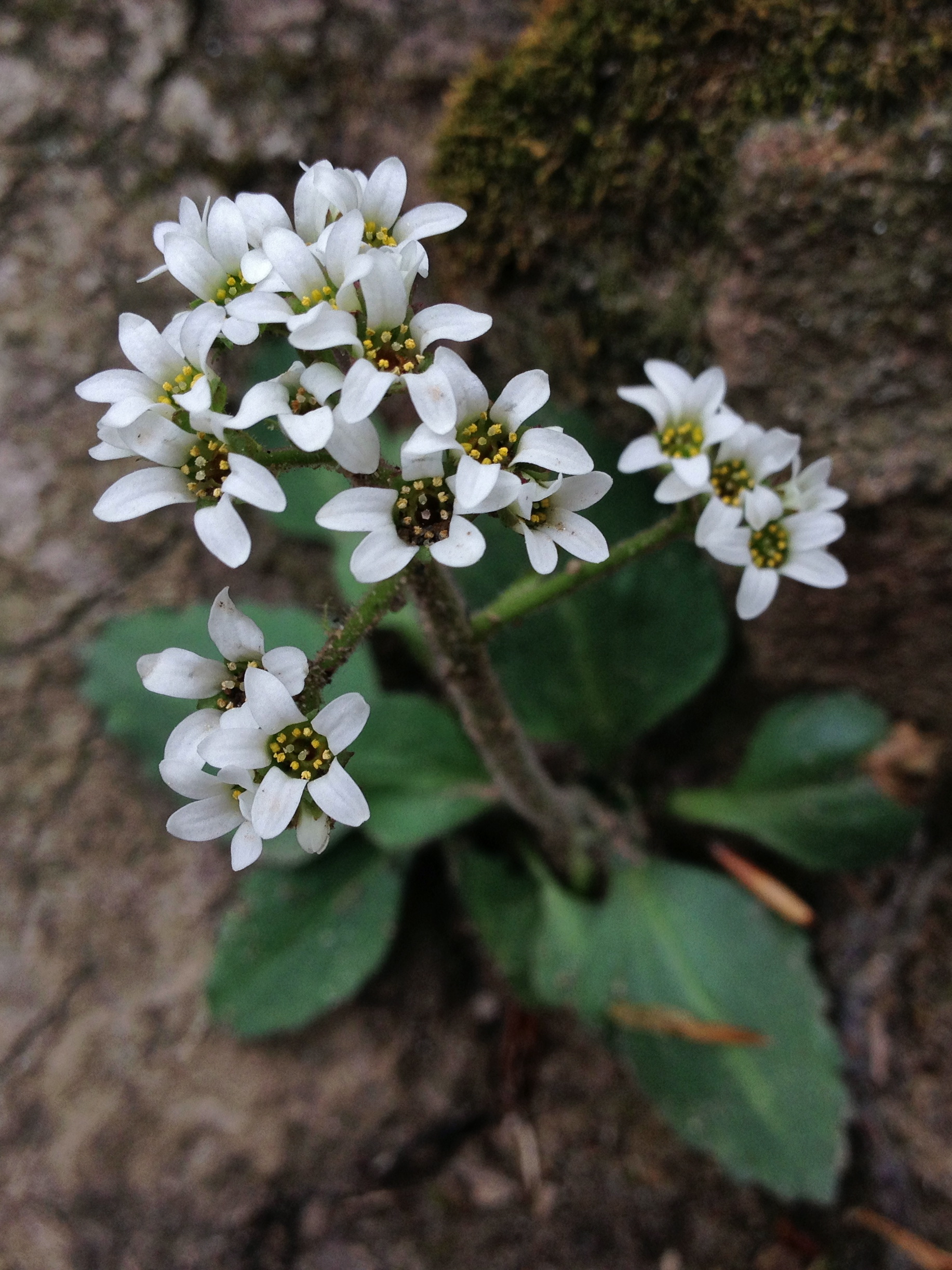
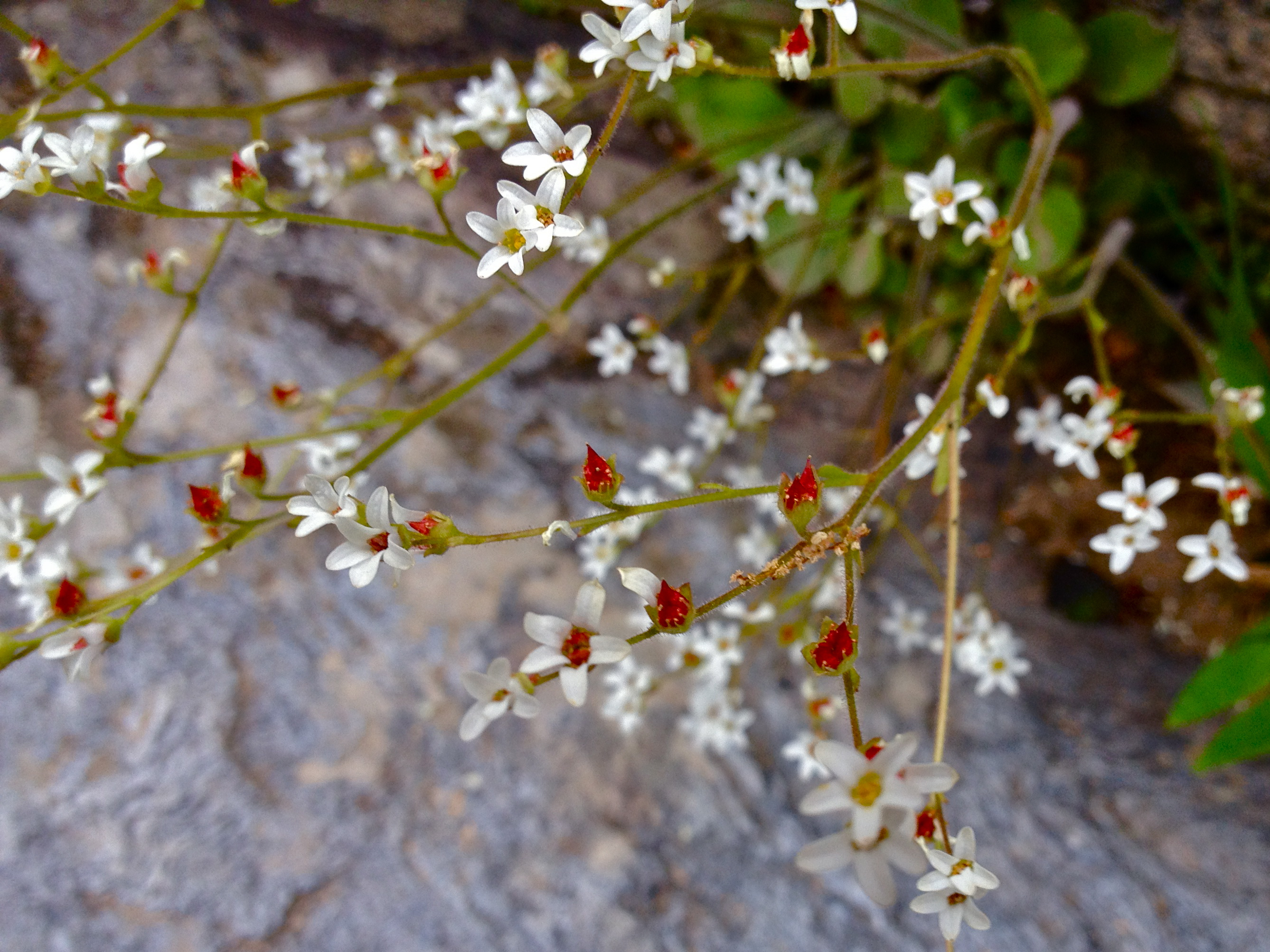